# 加藤紘一
加藤 紘一（かとう こういち、1939年〈昭和14年〉6月17日 ‐ 2016年〈平成28年〉9月9日）は、日本の政治家、外交官。
山崎拓・小泉純一郎と結成したYKKの代表格。防衛庁長官、内閣官房長官、自由民主党政務調査会長、自由民主党幹事長、宏池会会長を歴任。「宏池会のプリンス」「総理に一番近い男」と呼ばれたが、加藤の乱や秘書の脱税疑惑で総理候補から脱落した。衆議院議員（13期）。正三位旭日大綬章受勲。山形県鶴岡市長や衆議院議員を務めた加藤精三の五男。三女は少子化対策担当大臣の加藤鮎子。

## 概説

### 青年期
愛知県名古屋市東区白壁で出生する。その後、
山形県鶴岡市で育つ。1952年、鶴岡第三中学校に入学。父・加藤精三が自由党推薦で同年の第25回衆議院議員総選挙に出馬し、旧山形県第2区でトップ当選。
その後、加藤一家は東京へ移り住み、加藤も麹町中学校に転校。麹町中での同級生岸田森に標準語を習う。1955年、麹町中を卒業し東京都立日比谷高等学校に入学。同級生に保岡興治、利根川進、山尾三省、黒岩秩子らがいた。1958年に同校卒業。
東京大学理科一類を受験するも合格できず、補習科に所属。翌1959年、東京大学文科一類に合格する。日比谷高の同窓でのちに外交官となる渡辺伸に誘われ、東大水泳部に入部。ゼミの指導教官は坂本義和。当時盛んであった安保闘争のデモに参加している。1963年、東京大学法学部第3類（政治コース）を卒業。朝日新聞社の入社試験には合格したが、外務省の外交官試験は不合格であった。
そのため4月に、法学部第2類（公法コース）に内部学士入学する。その後、改めて外務省を受験し直し、合格。1964年、東大法学部第2類を卒業して外務省に入省した。在職中に台湾大学、ハーバード大学に留学する。1967年、香港副領事在職中に結婚。1970年に帰国し、外務省アジア局中国課次席事務官となる。この間、父・精三が死去した。

### 政界へ
精三の死後、その後援会から一致して後継者に推され、1971年5月、次期衆議院議員総選挙への出馬を表明する。加藤の妻は、群馬県高崎の生まれで中曽根康弘の娘と幼馴染であり、妻は父を早くに亡くしたため、加藤の結婚式には中曽根が新婦の親代りで出席した。この縁から、中曽根は加藤が出馬を決めると、「政治家になるなら、俺のところでやれ」と言うが、加藤は中曽根とは肌が合わないとして誘いを断り、外務省中国課長をしていた橋本恕の紹介で田中角栄秘書の早坂茂三と会った。そして、田中派から立候補をしたいとの意向を伝えると、早坂は「ありがたいことですが、むつかしい。山形2区には酒田に池田正之輔、新庄（真室川）に松沢雄蔵がいる。二人共、角栄とは因縁浅からざるものあり。同じ選挙区に、あなたをお迎えするのは、いかに角栄といえどもできない。そのかわり、と申しては失礼ですが、角栄の盟友、大平正芳のところにワラジを脱いだらいかがですか」と田中と打ち合わせずみの口上を言い、大平派に身を寄せることを勧めた。同年12月をもって外務省を退官。翌1972年2月、外務事務次官・法眼晋作の仲介で大平に会い、大平派に加わる（精三と大平は1952年の総選挙当選同期である）。政治家を志した理由はニクソンショックが日本に事前に一切知らされなかった事に衝撃を受け、官僚の限界を悟ったからだと後の回想録などで語っている。
1972年12月の第33回衆議院議員総選挙に山形2区から自由民主党公認で出馬し、初当選した。この総選挙では、東大1959年入学同期3人（加藤紘一、与謝野馨 、田中秀征）の若手候補が立候補すると週刊誌に取り上げられた。1978年、当選2回で第1次大平内閣の内閣官房副長官に抜擢される。同年12月、衆議院議事進行係に就任。1979年、第35回衆議院議員総選挙で3選、これを受けて成立した第2次大平内閣でも官房副長官に再任された。1980年前後には官房副長官として三里塚闘争を行っていた一部反対派との水面下での交渉を行い、成田空港問題解決に取り組んだが、情報流出により実現しなかった。
1984年、第2次中曽根改造内閣で防衛庁長官に任命され、初入閣した。第2次中曽根再改造内閣でも留任。1985年8月12日、日本航空123便墜落事故が起きる。1991年の宮澤内閣で内閣官房長官に就任、2度目の入閣を果たす。官房長官在任中、「朝鮮半島出身者のいわゆる従軍慰安婦問題に関する内閣官房長官発表」、通称「加藤談話」を発表している。
1994年7月、自民党は第40回衆議院議員総選挙での敗北以来10ヶ月ぶりに与党に復帰し、加藤は総裁・河野洋平の下、自民党政調会長に就任。一貫して自社さ連立を支持し、梶山静六ら保保連合派を牽制し続けた（梶山も一時は自社さ派だった）。翌1995年、総裁・橋本龍太郎の下で自民党幹事長に起用される。党幹事長として臨んだ第41回衆議院議員総選挙では小沢一郎率いる新進党との二大政党対決を勝利に導いた。その後、党幹事長代理の野中広務と新進党議員の引き抜き工作を行い、自民党の衆議院における単独過半数復帰を実現した。
1998年7月の第18回参議院議員通常選挙で自民党は大敗、党幹事長を辞職するも後継総裁として小渕を支持、党内第2派閥として影響力を維持した。12月に元首相の宮澤喜一から派閥を禅譲され、宏池会会長に就任した。
2000年の加藤の乱により、宏池会が分裂。
2001年12月、衆議院テロ対策特別委員長就任。
2002年3月、自身の秘書の脱税容疑での逮捕を受け宏池会会長を辞任し、自民党を離党。同年4月に衆議院議員を辞職した。2003年の第43回衆議院議員総選挙では無所属として立候補し、11度目の当選を果たし国政に復帰。その後、自民党に復党、宏池会最高顧問に就任した。
2005年9月、宏池会最高顧問辞任、宏池会退会。
2006年8月15日午後5時50分頃、加藤紘一宅放火事件が発生。事件に対して、自民党の稲田朋美が、保守派のシンポジウムにおいて「先生の家が丸焼けになった」と軽い口調で話題に出し、大きな批判を浴びた。その一方、日本共産党や社会民主党の議員らは加藤の発言に同調を示したため、加藤は党派を超えた左派陣営との連携を意識し始める。
2007年2月、自民党の山崎拓、民主党の仙谷由人、枝野幸男、公明党の東順治、社民党の辻元清美らと超党派勉強会「ビビンバの会」を立ち上げる。
2008年7月3日、日中友好協会の会長に就任。
2009年1月の地元で行われた山形県知事選挙では現職の齋藤弘を支援したが、斎藤は岸宏一と舟山康江が支援した対立候補・吉村美栄子に1万票の差を付けられて落選した。9月の第45回衆議院議員総選挙では全国的に自民党に逆風が吹き荒れる中、小選挙区で13回目の当選を果たした。
2012年12月の第46回衆議院議員総選挙に際しては、自民党執行部と同党山形県連が加藤を継続公認したことに対し、山形県選挙区選出の同党参議院議員である岸宏一が反発し、前酒田市長の阿部寿一を擁立したため、自民党系候補者同士による分裂選挙となった。反自民党勢力をも糾合した阿部に対し、選挙活動中も言語および歩行障害がみられた加藤は十分な支持を得られず接戦の末に敗れた。さらに、同党の比例代表では73歳以上の立候補は原則認められないため、比例東北ブロックとの重複立候補をしておらず、議席を失った。なお、東北ブロックの小選挙区から立候補した自民党候補者の中では加藤以外全員が小選挙区ないし比例代表で当選しており、加藤は東北地方で唯一落選した自民党選挙区候補者となった。

### 政界引退後
落選後も政治活動を続け、2013年1月には日中友好協会会長及び同会訪中団団長として元首相の村山富市（日中友好協会名誉顧問・同協会訪中団名誉団長）や元防衛庁長官（自民党衆議院議員）の中谷元らと伴に、中華人民共和国を訪問。中日友好協会会長（元国務委員）の唐家璇と会談した。
2013年2月、村山らとともに首相官邸にて首相の安倍晋三に面会し、唐との会談の内容等について報告した。選挙再出馬については明言を避けていたが、同年4月、後援会関係者との会合で地元において私設秘書役を務める三女・加藤鮎子を後継者に指名し、事実上政界引退の意向を示した。加藤紘一後援会は、継続して加藤の政治活動を支援していた。同年6月26日、鶴岡市内で約200人が出席して開催された「加藤鮎子さんを励ます会」にて「加藤鮎子後援会」が新規に発足した。なお、第46回総選挙での落選以降は支持組織が弱体化しており、秘書は全員加藤の下を去った。

### 死去
2014年夏、インパール作戦で殉職した日本兵の慰霊のため、古賀誠と伴に訪れたミャンマーで倒れ、タイ王国の病院に入院した後、東京都内の病院で療養を続けていたが、2016年9月9日、0時45分頃に肺炎のため東京都内の病院で死去した。同月15日に自民党・加藤家合同葬が執り行われ、YKKのメンバーだった山崎拓・小泉純一郎、第3次安倍第2次改造内閣からは安倍晋三・麻生太郎・菅義偉・岸田文雄・石原伸晃・丸川珠代、加藤の乱の当事者だった森喜朗・青木幹雄・野中広務・古賀誠、野党からは小沢一郎・志位和夫・辻元清美・菅直人の他、駐日中国大使の程永華ら1,300人が参列した。
その後、日本国政府は正三位に叙し、旭日大綬章を追贈することを決定した。

## 発言・活動

### 宏池会のプリンス〜加藤の乱での転落
1995年自由民主党総裁選挙では、同じ宏池会に所属していた河野洋平ではなく平成研究会の橋本龍太郎を支持。河野は党内で総裁再選への支持を得られず、続投を断念する。橋本が総裁に就任すると、加藤は自民党幹事長に就任した（これが宏池会分裂の序曲となり、河野が1998年に離脱するきっかけとなった）。
1998年に念願の宏池会会長に就任するが、翌年の1999年自由民主党総裁選挙において、自由党、公明党との連立政権を目指す首相の小渕恵三に反発し、山崎拓と共に出馬するも敗北。総裁選終了後、小渕から「あんたは俺を追い落とそうとしたじゃないか」と激怒され、内閣改造で加藤派、山崎派は冷遇され、党内反主流派に転じた。
2000年、第42回衆議院議員総選挙の期間中に民主党代表の鳩山由紀夫から自民党を離党した上で非自民首班指名候補となることを期待されたが本人は一笑に付した。低支持率ながらも政権を維持する森喜朗に反発し、盟友の山崎拓とともに内閣不信任決議案提出時の本会議に欠席、または賛成する意向を示した（加藤の乱）。しかし、かつては盟友であった野中広務や、森派会長の小泉純一郎による派閥の分裂工作により加藤の思惑は失敗に終わり、宏池会が分裂。加藤派は小派閥に転落した。側近中の側近白川勝彦が落選し、国政の場に不在だったことも響いた。
2002年、事務所代表による所得税法違反の責任を取って離党、議員辞職して総裁候補としての地位は終了した。2008年6月9日、山崎拓と青木幹雄の仲介で森喜朗と会談し、加藤の乱について「迷惑をかけた」と謝罪した。8月には加藤の乱を振り返って、加藤に期待を寄せた若者について、「おわび行脚と称して全国65カ所をまわりメールをくれた人々と話し合った」と述べた。
かつての保守本流派閥の宏池会の流れを汲む3派閥（麻生派・古賀派・谷垣派）の間で宏池会再結集構想（大宏池会構想・中宏池会構想）が持ち上がる中、加藤は派閥分裂の原因を作った張本人であり、麻生・古賀両派の中には加藤に不信感を持っている者もいた。2008年1月16日の谷垣派と古賀派の合流の正式合意に関しては、合流を報告した谷垣に対して「のどに刺さっていたとげが取れた感じだ。非常にほっとしている」と合流を歓迎したが、自身の派閥への復帰には慎重な姿勢を示し、以降も無派閥のまま活動した。

### YKK
かつて加藤と山崎、小泉の盟友関係は、3人の頭文字からY（山崎）K（加藤）K（小泉）でYKKと称された（山崎によると、YKKのネーミングは加藤の発案だという）。竹下派支配に対抗する点で3人は一致していた。加藤の乱以後も3人の関係は続いたものの、3人の中で最も総理に近いとされた加藤が議員辞職などで力を落としていく一方で、小泉が総理になるなどの有為転変の後、加藤が公然と小泉の政策を批判するようになり、3人の関係は山崎を通してのものとなっていると言われていた。
加藤は橋本政権下で幹事長の要職に就き、ポスト橋本の絶好の位置に存在し、実際に竹下派（当時、小渕派）の中の有力者から総裁に推されることもあったものの、竹下派の影響力を受けた総裁では駄目だとこれを拒否。ポスト橋本の有力候補であり、幹事長時代は竹下派と良好な関係を構築していたが、あくまでも総裁は竹下派の影響を受けない形で就任することを目指すと当時公言していた。一時はN（中村喜四郎）を加え、NYKKとも称されていた。
2006年夏にテレビ出演した際、総裁選出馬への意欲を聞かれ、「今回『は』そういうことはしない」と発言した。同年9月に誕生した安倍政権とも距離をとり続けてきたが、翌2007年7月の参院選敗北を期に批判を強めた。古賀誠、山崎拓と共に「新YKK」として会合を重ね、テロ特措法の期限切れを目途に倒閣に動き、麻生太郎以外の総裁候補を擁立するという計画が立てられていたとされる が、突然の安倍辞任により、続く党総裁選で新YKKはそのまま福田康夫支持になだれこんだ。福田康夫内閣の政治姿勢には支持を表明した。
2008年、盟友の山崎拓とともに、亀井静香、菅直人と会合を重ね、4名でテレビ出演を行うなど総選挙前後に予想される政界再編を機に政治的影響力の回復を狙っているという推測もなされた（YKKK）。こうした加藤、山崎の動向に対して、「「昔の名前で出ています」みたいな人たちに勝手なことを言ってほしくない」（衆議院議員の中野正志）という批判も聞かれた。

### 日米同盟についての姿勢
1990～1991年の湾岸戦争時、米国ハワイで開かれたシンポジウムで「日本人を危険に曝すことはできない」旨を発言し、同席した岡崎久彦が聞き咎めて、休憩時間に注意した。加藤発言を知った在米日本大使館や米国務省は日米関係への影響を危惧したが、米議会が休会中であったため騒ぎになるのは免れた。岡崎は、日米安保ガイドラインからの台湾海峡除外や日米中等距離外交を求めることをうかがわせる加藤のその後の発言を含めて、加藤が思考を変えない限り、総理や外務大臣になれば「国を誤る惧れがある」と批判した。

### 憲法第9条改正
2014年6月27日、山崎と会食した際に「憲法9条改正に反対か」という問いに対して「うん」と答え、「一言一句もか」との問いには「9条が日本の平和を守っているんだよ」と返答したという。また、5月18日付の日本共産党機関紙『しんぶん赤旗』日曜版に元自民党幹事長ながら寄稿。第2次安倍内閣の集団的自衛権行使容認の方針について「徴兵制まで行き着きかねない」と反対を訴えた他、慰安婦募集の強制性を認めた河野洋平官房長官談話の見直しを進めようとしていた安倍を批判した。

### 民主党政権への苦言
2009年11月2日、衆議院予算委員会で質問に立ち、鳩山由紀夫が本会議の答弁で、自民党総裁の谷垣禎一の質問に「あなたがたに言われたくない」と述べたことをたしなめ、鳩山の持論である「友愛」の意味合いを問いただした。これに対して鳩山は「質問に感謝したい」「ご高説を承った」と答弁した。また、「代表質問の時から後ろで機関銃のような拍手。あれ以来、民主党議員の顔が見えなくなった」と語り、首相や閣僚の答弁の際の民主党議員の拍手や歓声による演出を批判した。
2010年2月8日、衆議院予算委員会で質問に立った際に、鳩山由紀夫の秘書が政治資金規正法違反で起訴されたことを取り上げ、過去に加藤の秘書による脱税事件について、鳩山由紀夫が「秘書が罪を犯したら議員辞職をすべき」と発言していたことを上げ、「どうして過去と現在で発言が違うのか。首相になったから責任は取らないのか」と追及した。

### 中国に関する発言
1992年10月、宮澤内閣で内閣官房長官在任中に金丸信らの後押しで初めて天皇の中華人民共和国訪問が行われる。当時、1989年の六四天安門事件を理由として、欧米主要国が中華人民共和国に対する経済制裁を実施する中、中国側の要望に応じる形での天皇訪中は、国際的な経済制裁解除に大きく資するものであった。なお、当時の中国外交部長・銭其琛は後に、この訪中が西側同盟の最も弱い環である日本を利用した結果であることを、回想録の中で認めている。
2013年2月、中国海軍による海上自衛隊護衛艦に対する「火器管制レーダー照射問題」において、加藤は「ほんとに中国はやったのかな…？」などと発言。中国海軍の火器管制レーダー照射を裏付ける、映像や写真などの証拠があるとの日本国政府の主張に異議を唱えた。

### 北朝鮮による拉致事件での発言
韓国紙『ハンギョレ新聞』によると、北朝鮮を支持の在日コリアン団体朝鮮総連の外交部門を担う国際局出身で後に総連のトップになる許宗萬とは社会党の田邊誠、自民党の野中広務、山崎拓、金丸信と共に日本の政治家の中で特に親しかった。
2008年7月7日、日本BS放送の番組において、「拉致被害者は北朝鮮に戻すべきだった」と発言。今日の日朝交渉停滞の原因を、当時の福田官房長官案から、途中で安倍官房副長官案に切り替えた日本が彼らを北朝鮮に返さなかったことによるとした。また、金正日のことを「あの国では、一種、天皇陛下みたいなポジションの人物ですよね」と述べた。
これに対して、拉致被害者家族会（飯塚繁雄代表）と「救う会」（会長：藤野義昭）は、抗議声明を出し、「5人が北朝鮮に戻されていれば『自分の意思で戻った』と言わされたあげく『拉致問題は解決済み』という北朝鮮の主張に利用されたであろうことは少しでも外交感覚のある人には明らかだ」と指摘。「不見識極まりない発言だ。加藤氏の精神構造を強く疑わざるを得ない」と批判した。
加藤は、北朝鮮に「日本は約束を破った」という不信感と口実を与えたのが現在の交渉停滞の原因という趣旨の発言であるとして、西川のりおとの対論番組での発言の前後の文脈を自身のHPに掲載することで釈明を行った。
安倍晋三はこの発言に対して「誘拐された子どもが帰って来て、誘拐犯に戻す親がいるのか」と批判した。また、拉致被害者5人を北朝鮮に返すとする約束も「していない」ことを指摘し、「日本は約束を裏切ったというのは、まさに北朝鮮の主張そのものだ」と批判した。
拉致被害者の父にあたる地村保は加藤に対して「貴殿はそれでも日本人かと言いたい」と記した抗議文を加藤に送り、加藤の態度を厳しく糾弾した。また、拉致問題解決に取り組む約200人の地方議員による「拉致問題を考える草莽全国地方議員の会」は、この一連の言動を強く批判し、加藤の議員辞職を求めている。

### 歴史観
1992年7月、宮澤内閣の官房長官として「細部は論じたくないが、（慰安婦側が）強制連行されたと主張するならその通りなのだろう」と日本側の非を認め、「お詫びと反省の気持ち」を表明した。
また、南京事件について「物の見方だと思います。南京大虐殺も（犠牲者は）30万人という人と3000人という人と。僕はこう思う。3000人でも一般市民を虐殺したら、された方は虐殺と思う。（慰安婦問題も）それに近いんじゃないか。だからそこをあんまりとやかく、細かく論じたくありませんね」 と語ったとされる。
1994年8月、当時自民党政調会長だった加藤は中国人民抗日戦争記念館を訪れ「ここに来るのは長年の願望だった」「来年は終戦から50年。日本では、どう50年を迎えれば良いか議論しており、日中戦争が本格的に始まるきっかけとなった盧溝橋を訪れることができたことは意義深い」とした。また、外務官僚時代にハーバード大学に留学した際に「盧溝橋事件が起きるまでの一年」と題した論文で修士号を取得したことを述べ、「亜州歴史的真実只有一個（アジアの歴史の真実はただ一つ）」と記して抗日記念館の館長に献じた。

## 人物・逸話
- 2010年8月19日、日韓併合100年を契機に「植民地支配過程で被害にあった韓国人とその子孫たちに対して日本政府の十分な賠償を促す」ことを目的とした「韓日過去史の解決と未来に向けた平和議員会議」に民主党の斎藤勁衆議院議員・土肥隆一衆議院議員・首藤信彦衆議院議員・相原久美子参院議員・今野東参院議員・那谷屋正義参院議員、日本共産党の山下芳生参院議員、社民党の阿部知子衆議院議員、社民党党首の福島瑞穂参議院議員、無所属の糸数慶子参議院議員らと共に自民党議員中で唯一の自身の代理人を参加させ、韓国の国会議員らとともに日本による韓国併合の違法性、戦後補償と慰安婦問題、在日韓国人の地方参政権問題などの解決方法について議論した[48]。
- 防衛庁長官時代、自衛官や防衛官僚の報告よりも農水官僚の報告を聞くことを優先しており、防衛施設庁長官として加藤を補佐した佐々淳行は著書『私を通りすぎた政治家たち』で、「加藤防衛庁長官にとっては、国防・安全保障よりも山形の米の問題などが優先順位として高かった」と批判している[49]。
- 1992年10月まで日本の政治家は記者会見をする時は着席して記者会見（いわゆる着席型記者会見）を行っていたが、1992年10月30日に官房長官だった加藤紘一が日本の政治家として初めて立ったままでの記者会見（いわゆる起立型記者会見）を行った[50][51]。これは支持者から「座っているとテレビ映りがよくない」等と指摘されたのがきっかけで加藤が行動に移したのが始まりである[51]。加藤が起立型記者会見を行って以降、他の日本の政治家も起立型記者会見を行うようになった[51]。
- 官房長官時代、定例記者会見や番記者との懇談の際、重要な情報を記者に一切漏らさずに「それは○○省に聞いてください」などと答えていたことから、記者からは「ブリキ」と呼ばれていた[52]。
- 党幹事長時代の1996年、前年の東京協和・安全二信組の乱脈経営に絡んだ大蔵省官僚への接待問題や大和銀行NY支店の不祥事に引き続いて、住専国会の最中にあり、旧大蔵省がバッシングの的となっていた。同年2月4日、『JNN報道特集』の番組中「金融と証券はできるだけ自由化して、大蔵省銀行局・国際金融局・証券局を金融庁として分離させ、日銀と一緒に大阪へ持っていく」事を話した。この発言を受けて、翌日の新聞各紙が“大蔵省の権限分散を強調”と大きく取り上げた。これをもって田原総一朗は、一連の大蔵省改革の始まりだったことを述べている[53]。
- 自身の著書などで「2ちゃんねらーである」と公言していた国会議員の一人であった。同様に「2ちゃんねらー」を公言している国会議員には、鳩山由紀夫、麻生太郎がいる。
- 聖学院大学総合研究所の客員教授を務めていた。

## 疑惑

### 内閣官房報償費問題
宮澤内閣の官房長官当時、内閣官房報償費を与野党政治家主催のパーティー券購入や会食、背広の購入費、出身高校同窓会費に使った事、さらには私的に流用したと、日本共産党が官邸の内部文書を入手して明らかにした。なお、加藤当人は否定している。

## 選挙歴
| 当落 | 選挙                   | 執行日         | 年齢 | 選挙区    | 政党       | 得票数     | 得票率 | 定数 | 得票順位 /候補者数 | 政党内比例順位 /政党当選者数 |
| ---- | ---------------------- | -------------- | ---- | --------- | ---------- | ---------- | ------ | ---- | ------------------ | ---------------------------- |
| 当   | 第33回衆議院議員総選挙 | 1972年12月10日 | 33   | 旧山形2区 | 自由民主党 | 6万5987票  | 21.15% | 4    | 2/8                | /                            |
| 当   | 第34回衆議院議員総選挙 | 1976年12月05日 | 37   | 旧山形2区 | 自由民主党 | 7万7496票  | 24.16% | 4    | 2/6                | /                            |
| 当   | 第35回衆議院議員総選挙 | 1979年10月07日 | 40   | 旧山形2区 | 自由民主党 | 7万4382票  | 23.10% | 4    | 1/6                | /                            |
| 当   | 第36回衆議院議員総選挙 | 1980年06月22日 | 41   | 旧山形2区 | 自由民主党 | 10万8806票 | 33.44% | 4    | 1/5                | /                            |
| 当   | 第37回衆議院議員総選挙 | 1983年12月18日 | 44   | 旧山形2区 | 自由民主党 | 10万3170票 | 34.57% | 4    | 1/6                | /                            |
| 当   | 第38回衆議院議員総選挙 | 1986年07月06日 | 47   | 旧山形2区 | 自由民主党 | 11万2194票 | 33.30% | 3    | 1/5                | /                            |
| 当   | 第39回衆議院議員総選挙 | 1990年02月18日 | 50   | 旧山形2区 | 自由民主党 | 10万3717票 | 30.39% | 3    | 1/5                | /                            |
| 当   | 第40回衆議院議員総選挙 | 1993年07月18日 | 54   | 旧山形2区 | 自由民主党 | 12万8784票 | 44.29% | 3    | 1/4                | /                            |
| 当   | 第41回衆議院議員総選挙 | 1996年10月20日 | 57   | 山形4区   | 自由民主党 | 11万2033票 | 65.77% | 1    | 1/3                | /                            |
| 当   | 第42回衆議院議員総選挙 | 2000年06月25日 | 61   | 山形4区   | 自由民主党 | 13万1181票 | 72.14% | 1    | 1/3                | /                            |
| 当   | 第43回衆議院議員総選挙 | 2003年11月09日 | 64   | 山形3区   | 無所属     | 13万7206票 | 58.92% | 1    | 1/3                | /                            |
| 当   | 第44回衆議院議員総選挙 | 2005年09月11日 | 66   | 山形3区   | 自由民主党 | 15万9486票 | 69.58% | 1    | 1/3                | /                            |
| 当   | 第45回衆議院議員総選挙 | 2009年08月30日 | 70   | 山形3区   | 自由民主党 | 13万502票  | 56.86% | 1    | 1/4                | /                            |
| 落   | 第46回衆議院議員総選挙 | 2012年12月16日 | 73   | 山形3区   | 自由民主党 | 7万303票   | 35.24% | 1    | 2/5                | /                            |

## 主な所属していた団体・議員連盟
- 自民党動物愛護管理推進議員連盟（顧問）
- 死刑廃止を推進する議員連盟[55]
- 日韓議員連盟
- 日中友好議員連盟
- 日朝国交正常化推進議員連盟
- 国際連帯税創設を求める議員連盟
- 国立追悼施設を考える会
- 自民党・漂流漂着物対策特別委員会（委員長）
- NPO議員連盟（会長）
- 米粉加工食品を普及推進する議員連盟（会長）
- 量刑制度を考える超党派の会（会長）
- 日本中国友好協会（会長[56]、名誉会長[57]）

## 親族・縁戚
- 精三の二男・五郎は宇部興産専務取締役建設資材事業本部長、宇部マテリアルズ副会長[58]。
- 祖父・幹雄も東大法学部卒の弁護士、精三の4男・次郎は中大法学部卒の弁護士[59]。
- 母の実家は、山形県鶴岡市で機織り工場を経営。
- 三女の加藤鮎子は、第47回衆議院議員総選挙で当選し衆議院議員を務める。

## 著書
（単著）
- 『強いリベラル』 文藝春秋社、2007年6月、ISBN 4163692401。
- 『新しき日本のかたち』 ダイヤモンド社、2005年11月、ISBN 4478180431。
- 『いま政治は何をすべきか : 新世紀日本の設計図』 講談社、1999年8月、ISBN 4062098733。
- 『日本の政治 : 現場報告 : 講演と討論』 明治学院大学立法研究会編、信山社出版、1995年5月、ISBN 4797250011。
- 『テロルの真犯人』 講談社、2006年12月、ISBN 4062137380。

（共著）
- 『創造するリベラル』 新泉社、2008年11月、ISBN 9784787708175。- 姜尚中との共著、高橋愛子編集。

（翻訳）
- 『米ソ核軍縮交渉 : 成功への歩み』 ストローブ・タルボット著、サイマル出版会、1990年3月、ISBN 4377308408。

## 関連文献
- 『屈託なく生きる』 城山三郎、講談社、1988年1月、ISBN 4062035863。
- 『激動のなかを生きる男たち』 竹村健一、バンガード社、1998年7月、ISBN 4915599140。
- 『加藤紘一・全人像』 仲衛、行研、1992年6月、ISBN 490578686X。
- 『自民党・ナンバー2の研究』 浅川博忠、講談社、2002年7月、ISBN 4062734990。
- 『自民党幹事長室の30年』 奥島貞雄、中央公論新社、2002年12月、ISBN 4120033430。
- 『YKK秘録』山崎拓、講談社、2016年7月、ISBN 9784062202121。
- 『田中角栄とその時代』 早坂茂三、PHP文庫（PHP研究所）、2016年、ISBN 4569766307。
- 『自民党という病』佐高信、平野貞夫、平凡社新書（平凡社）、2018年、ISBN 458285897X。